# 漢堡博物館
漢堡博物館（德語：Hamburg Museum），也稱漢堡歷史博物館（Museum für Hamburgische Geschichte），是位於德國漢堡的一座歷史博物館。漢堡博物館成立於1839年，在1922年搬入現址。

## 外部連結
- Hamburgmuseum Portal （页面存档备份，存于）（德文）
- Verein der Freunde des Museums für Hamburgische Geschichte e.V. （页面存档备份，存于）
- Stiftung Historische Museen Hamburg （页面存档备份，存于）
- Modelleisenbahn Hamburg e.V.